# لويس كلارك (سياسي)
لويس كلارك هو سياسي كندي، ولد في 26 نوفمبر 1923 في كندا، وتوفي في 17 سبتمبر 2003. حزبياً، نشط في الرابطة التقدمية المحافظة في ألبرتا ‏. وقد انتخب عضو الجمعية التشريعية ألبرتا.